# Centro Cultural Azul Violeta
El Centro Cultural Azul Violeta  (también llamado Teatro Azul Violeta) es un centro cultural autogestionado localizado en Santiago de Chile, que promueve algunas disciplinas artísticas como el teatro, danza, acrobacia, entre otras. En el centro trabajan como instructores un grupo de actores, quienes impulsaron la realización de las actividades allí. Su principal objetivo es impartir talleres artísticos enfocados al desarrollo social y comunitario de niños, jóvenes y adultos. Su misión es crear una comunidad inclusiva a través del arte y todas las disciplinas relacionadas.     

## Historia
Se dio origen a este proyecto en 2002, cuando un grupo de actores daban clases de teatro en un hogar de menores en La Florida, el SERPAJ (Servicio de paz y justicia). Uno de los actores era Nelson Muñoz, apasionado por el teatro desde los 13 años y quien dirige el Centro Cultural Azul Violeta actualmente. Participó en el teatro comunitario “El Mural” de la población La Bandera, en la década de los ochenta. Época marcada por el silencio y reflexión con respecto a los problemas políticos del país. A raíz de esto, Nelson Muñoz se da cuenta de que crear comunidad es un factor clave para el desarrollo de la sociedad.
En el año 2005 se independizaron del SERPAJ e instalaron su espacio propio con sus dependencias en el Barrio Yungay. Así podían tener una ubicación más centralizada y dar más acceso a su centro cultural para todos los habitantes de santiago, tanto niños como jóvenes y adultos, gracias a esto hoy en día tienen una gran convocatoria. Los talleres que imparte son: Teatro infantil y juvenil, básico y avanzado; Dramaturgia; Danza de diversos tipos; Yoga; Dibujo, pintura y figura humana; Música; Circo teatro y técnicas áreas avanzadas y básicas.
Azul Violeta ha sido sinónimo de mucha perseverancia y trabajo, un espacio de creación y libre pensamiento donde se ha logrado crear comunidad especialmente para los jóvenes. Sus dirigentes se sienten responsables de construir espacios para la libre creación artística, para el desarrollo humano y la conciencia social y a través de esto crear una sociedad mejor.

## Contexto cultural
Para Nelson Muñoz la construcción del centro de arte comunitario Azul Violeta sería el principio de una gran revolución. El centro fue creado junto a Alberto Serrano y un grupo de artistas callejeros, en plena dictadura en la población La Bandera en los años setenta. Dedicaban su tiempo a compartir y educar por medio del arte.
Cuando Nelson Muñoz vivió en La Bandera se encontraba en pleno proceso de dictadura, este lugar tenía muchas actividades de partidos políticos, la religión, las organizaciones sociales y culturales se mezclaban creando un todo en contra de la dictadura al poder, en su caso no vivió la reprensión de estas actividades sino que, por el contrario, a raíz de la situación la cantidad de actividades, de desarrollo cultural social y político en la población eran aproximadamente unas 200 organizaciones.
Había una gran cantidad de peñas muy significativas que se realizaban en capillas porque eran los lugares más democráticos donde se podía participar y todo funcionaba bien, es en este sentido donde él ve la dualidad con Azul Violeta, en lo que se inspiró. «Por ejemplo Azul Violeta siempre ha sido casa, siempre ha sido familia, siempre ha sido una taza de té para conversar, siempre ha sido venir a estudiar, ver tele, constantes actividades y también entendiendo».[cita requerida]
El objetivo general que buscó este centro cultural fue el desarrollo artístico, social y humano, dándole la misma importancia a los tres elementos. Recogiendo todo lo que le tocó vivir a Nelson Muñoz en los años ochenta en cuanto a la metodología de la liberación, también a nivel religioso y político y como todo se fundía en un solo objetivo y también la relación que tenía con otros jóvenes artistas que estaban viviendo el mismo proceso, de todas estas ideas se formó el centro cultural Azul Violeta.

## Financiamiento

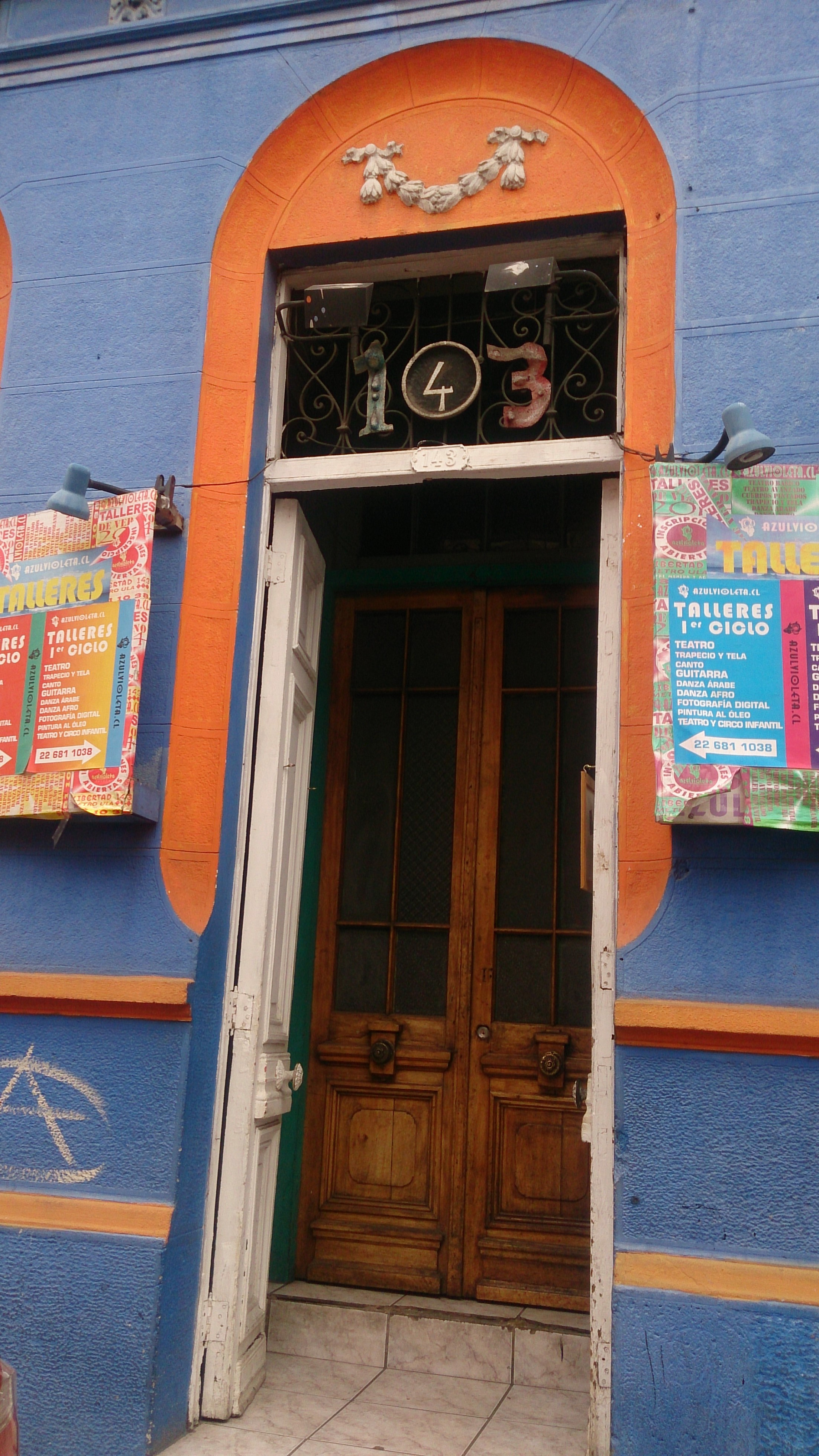

Al ser autogestionado, el centro no recibe dinero del Estado, ni lo pide porque prefieren que ese dinero sea entregado a quienes lo necesiten realmente, Azul Violeta funciona gracias a los aportes de quienes asisten a los talleres y están interesados en pagar por las clases.
Los talleres tienen un costo que va desde los $12.000 a los $20.000 con clases los días de semana desde las 10:00 hasta las 22:00 y los sábados desde las 10:00 a las 14:00.
Al final de cada semestre, finalizados los talleres hacen presentaciones abiertas al público.

## Metodología
A diferencia de las academias, escuelas de talento y universidades que imparten carreras artísticas profesionales con el sistema de evaluaciones calificadas y la constante presión de la competencia. Azul Violeta brinda una herramienta  que en este caso es el arte, como utensilio para conocer más gente, aprender a socializar y entablar amistades, aprender a ser tolerante y trabajar en equipo. 
Para los dirigentes del centro esta metodología influye más profundamente en las personas porque produce que se baje el nivel de egocentrismo (muy propio de los niños y jóvenes principalmente) y permite que se aprenda de otros y escuchen también las distintas opiniones, lo que lleva a un mayor crecimiento intelectual.
Para lograr aquel objetivo, se promueve el compañerismo entre cada uno de los integrantes, de esta manera se consolida una comunicación y confianza mutua. «Se enseña entregándole todas las herramientas necesarias al actor: voz, actuación, expresión corporal, maquillaje, dramaturgia y a la vez le enseñamos a vivir en comunidad, a confiar, a escuchar y a crear».

## Infraestructura

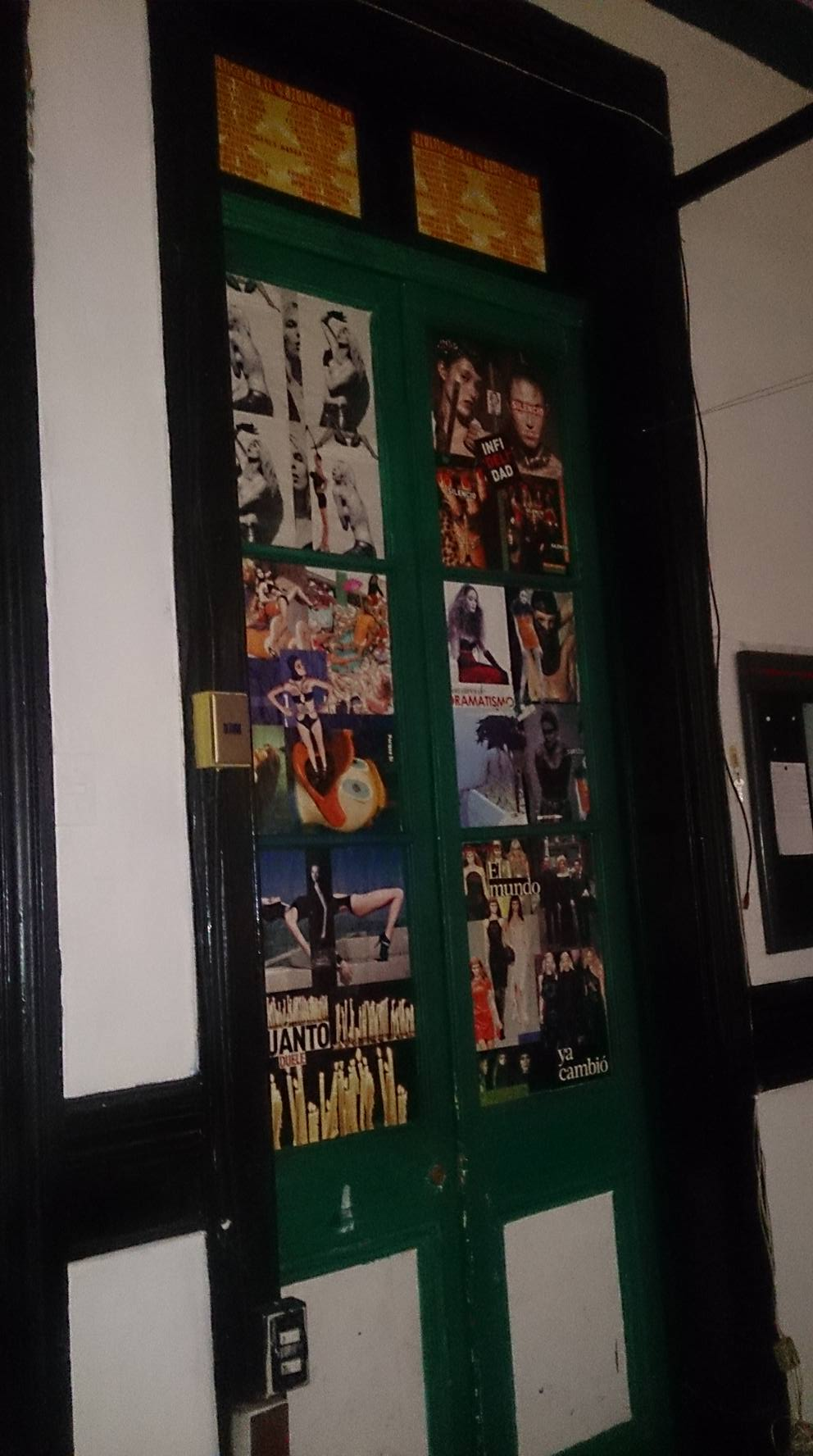
Puerta del interior.

El Centro se divide en tres casas donde se imparten los talleres, está el centro mismo en donde se recibe al público que esté interesado en conocerlo o simplemente visitar la instalación. En una de las casas viven nueve artistas, en la otra seis y la última es llamada el galpón, en la que realizan los talleres que requieren más espacio, por la disciplina a realizar, el número de alumnos, etc. 
Todo el establecimiento está decorado con muestras artística'''''', como collages (se puede ver en la imagen de la derecha), maniquíes decorados, pinturas, entre otras.

## Localización
El centro cultural se encuentra ubicado en la calle Libertad 143 del Barrio Yungay, a pasos del metro Unión Latinoamericana, caminando hacia el norte, antes del Parque Portales. La casa es muy llamativa así que es difícil perderse, está pintada de un color azul violeta con naranjo y tiene unas decoraciones muy vistosa, además de algunos lienzos. Cerca de él se encuentran otras instituciones dedicadas a promover la cultura.
Su ubicación céntrica permite que se haga conocida y que pueda tener una gran cantidad de alumnos y visitantes interesados en las artes y cultura en general.